# Pseudosphyrapus anomalus
Pseudosphyrapus anomalus is een naaldkreeftjessoort uit de familie van de Sphyrapidae. De wetenschappelijke naam van de soort werd in 1869 voor het eerst geldig gepubliceerd door Georg Ossian Sars.